# 新世紀エヴァンゲリオンの作品一覧
新世紀エヴァンゲリオンの作品一覧では、日本のアニメーション作品『新世紀エヴァンゲリオン』とその劇場版や、リメイク・リブート作品『ヱヴァンゲリヲン新劇場版』、その他派生作品について記載する。

## 新世紀エヴァンゲリオン劇場版
『新世紀エヴァンゲリオン』の劇場版である。
後に公開されたリメイク・リブート作品『ヱヴァンゲリヲン新劇場版』と区別して、「旧劇場版」とも呼ばれる。

### シト新生
1997年3月15日、東映・東急系、渋谷東急、新宿東急他、全国東映洋画系ロードショー。
2部構成であり、DEATH編はテレビシリーズの総集編、REBIRTH編は完全新作の第25話前半部分まで。
1998年1月2日、WOWOWでの放送時に、DEATH編をDEATH (TRUE)と改訂したバージョンが放映された。
2015年8月28日、Blu-ray BOX発売記念として『新世紀エヴァンゲリオン劇場版 シト新生』（劇場公開版）がTOHOシネマズ新宿で上映された。

### Air/まごころを、君に
1997年7月19日、東映・東急系、渋谷東急、新宿東急他、全国東映系ロードショー。
完全新作の第25話『Air』と第26話『まごころを、君に』（第25話『Air』は『シト新生』のREBIRTH編と重複するところがある）。
2015年8月29日、Blu-ray BOX発売記念として『新世紀エヴァンゲリオン劇場版 Air/まごころを、君に』がTOHOシネマズ新宿で上映された。

### DEATH (TRUE)² / Air / まごころを、君に
『新世紀エヴァンゲリオン劇場版 DEATH (TRUE)2 / Air / まごころを、君に』（しんせいきエヴァンゲリオンげきじょうばん デス トゥルー ツー エアー まごころをきみに、英題：REVIVAL OF EVANGELION）は、1998年3月7日、丸の内シャンゼリゼ他、全国洋画系ロードショー。
エヴァンゲリオン劇場版の本来の形とされる映画。『DEATH & REBIRTH』のDEATH編を再々修正した『DEATH (TRUE)2』と『Air / まごころを、君に』からなる。上映時間160分。
上映当時『DEATH (TRUE)2』の後には休憩（インターミッション）が挿入された。WOWOWでの放映時には、インターミッションや制作会社のロゴなど一部省略された部分があった。
1997年12月20日、ポスター付き前売り鑑賞券が発売された。
2014年10月、第27回東京国際映画祭の企画である「庵野秀明の世界」において『新世紀エヴァンゲリオン劇場版 DEATH (TRUE)2 / Air / まごころを、君に』が、TOHOシネマズ日本橋で上映された。
2017年3月24日『DEATH (TRUE)2』、3月31日『Air / まごころを、君に』がNHK BSプレミアムにて2週に分けて放送された。いずれも「放送のために一部映像を修正しています」とのフリップがタイトルとともに表示され、BSプレミアム版としての放送であった。5.1chサラウンド。
2018年1月28日『DEATH (TRUE)2』、『Air / まごころを、君に』が日本映画専門チャンネルにて、テレビシリーズ全26話と共にノーカット・無修正で放送された。ノーカット・無修正で放送されたのは、これが初。
2021年1月8日から22日の期間限定で、『シン・エヴァンゲリオン劇場版𝄇』の公開に先駆けて『DEATH (TRUE)² / Air / まごころを、君に』が再上映された。Blu-ray BOX収録のHDマスターを元にしたDCP上映で、本作品の本格的な劇場公開は初上映以来23年ぶりとなる。

## ヱヴァンゲリヲン新劇場版
『新世紀エヴァンゲリオン』を再構成したリメイク・リブート作品である。全4部作。
シリーズ開始にあたっては「現在の閉塞した日本アニメ界に新たなムーブメントを起こしたい」との庵野の所信表明が行われた。
| タイトル                                                            | 公開日          | 上映時間 | 原作 脚本 総監督 | 監督                       |
| ------------------------------------------------------------------- | --------------- | -------- | ---------------- | -------------------------- |
| ヱヴァンゲリヲン新劇場版:序 EVANGELION:1.0 YOU ARE (NOT) ALONE.     | 2007年 9月1日   | 98分     | 庵野秀明         | 摩砂雪 鶴巻和哉            |
| ヱヴァンゲリヲン新劇場版:破 EVANGELION:2.0 YOU CAN (NOT) ADVANCE.   | 2009年 6月27日  | 108分    | 庵野秀明         | 摩砂雪 鶴巻和哉            |
| ヱヴァンゲリヲン新劇場版:Q EVANGELION:3.0 YOU CAN (NOT) REDO.       | 2012年 11月17日 | 95分     | 庵野秀明         | 摩砂雪 前田真宏 鶴巻和哉   |
| シン・エヴァンゲリオン劇場版𝄇 EVANGELION:3.0+1.0 THRICE UPON A TIME | 2021年 3月8日   | 155分    | 庵野秀明         | 鶴巻和哉 中山勝一 前田真宏 |

## 映像ソフト
『新世紀エヴァンゲリオン』に関する映像ソフトは新世紀エヴァンゲリオン#映像ソフトを参照。『ヱヴァンゲリヲン新劇場版』に関する映像ソフトはヱヴァンゲリヲン新劇場版#DVD・Blu-rayを参照。

### VHS・LD・DVD
| 巻                       | 発売日         | 規格品番                     | 収録内容                        |
| ------------------------ | -------------- | ---------------------------- | ------------------------------- |
| エヴァンゲリオン交響楽   | 1998年9月9日   | KIVA-339 (VHS) KILA-339 (LD) | コンサート映像                  |
| 新世紀エヴァンゲリオン   | 2004年6月2日   | KIBA-1013                    | 同名ゲームのインタラクティブDVD |
| CR新世紀エヴァンゲリオン | 2005年6月11日  | S-51060                      | パチンコ攻略DVD                 |
| 桜流し                   | 2012年12月26日 | TOBF-5770                    | DVDシングル                     |

### Blu-ray
EVANGELION 30th Anniversary Movie Collection
エヴァンゲリオンシリーズ30周年を記念してリリースされるBlu-ray BOXシリーズ。「Complete Blu-ray BOX」では『ヱヴァンゲリヲン新劇場版』シリーズでこれまで映像商品化されていなかった各劇場公開版を含むすべてのバージョンが網羅される。「Full Complete Blu-ray BOX」では『新世紀エヴァンゲリオン』シリーズも収録される。また、『ヱヴァンゲリヲン新劇場版』シリーズ各作品の最新バージョンのみを収録した通常版Blu-ray BOXもリリースされる。
| 巻 | 発売日                 | 規格品番          | 収録内容（新世紀エヴァンゲリオン） | 収録内容（ヱヴァンゲリヲン新劇場版） |
| --- | ---------------------- | ----------------- | --- | --- |
| 『ヱヴァンゲリヲン新劇場版』＋『シン・エヴァンゲリオン劇場版』 Complete Blu-ray BOX                                  | 2025年12月10日発売予定 | KIZX-90711〜90728 | | ヱヴァンゲリヲン新劇場版:序（1.0、1.01、1.11）、 ヱヴァンゲリヲン新劇場版:破（2.0、2.22）、 ヱヴァンゲリヲン新劇場版:Q（3.0、3.33、3.333）、 シン・エヴァンゲリオン劇場版（3.0+1.0、3.0+1.01、3.0+1.11） |
| 『新世紀エヴァンゲリオン』＋『ヱヴァンゲリヲン新劇場版』＋『シン・エヴァンゲリオン劇場版』 Full Complete Blu-ray BOX | 2025年12月10日発売予定 | KIZX-90683〜90710 | 第壱話 - 最終話、第21話 - 第24話、ビデオ版第25話、ビデオ版第26話、 劇場版「シト新生」（DEATH&REBIRTH）、劇場版「Air/まごころを、君に」、劇場版「DEATH(TRUE)2/Air/まごころを、君に」 | ヱヴァンゲリヲン新劇場版:序（1.0、1.01、1.11）、 ヱヴァンゲリヲン新劇場版:破（2.0、2.22）、 ヱヴァンゲリヲン新劇場版:Q（3.0、3.33、3.333）、 シン・エヴァンゲリオン劇場版（3.0+1.0、3.0+1.01、3.0+1.11） |
| 『ヱヴァンゲリヲン新劇場版』＋『シン・エヴァンゲリオン劇場版』 Blu-ray BOX                                           | 2025年12月10日発売予定 | KIXA-1007〜1012   | | ヱヴァンゲリヲン新劇場版:序（1.11）、 ヱヴァンゲリヲン新劇場版:破（2.22）、 ヱヴァンゲリヲン新劇場版:Q（3.333）、 シン・エヴァンゲリオン劇場版（3.0+1.11）                                               |

## 音楽作品
関連するサウンドトラック・主題歌ほか関連楽曲のCDなど。

### CD（シングル）
| #    | タイトル                                    | アーティスト          | 発売日         | 規格品番   | 規格   |
| ---- | ------------------------------------------- | --------------------- | -------------- | ---------- | ------ |
| 1st  | 残酷な天使のテーゼ                          | 高橋洋子              | 1995年10月25日 | KIDA-114   | 8cmCD  |
| 2nd  | FLY ME TO THE MOON                          | CLAIRE/YOKO TAKAHASHI | 1995年10月25日 | KIDA-115   | 8cmCD  |
| 3rd  | 残酷な天使のテーゼ/FLY ME TO THE MOON       | 高橋洋子/CLAIRE       | 1995年10月25日 | KIDA-116   | 8cmCD  |
| 4th  | 魂のルフラン                                | 高橋洋子              | 1997年2月21日  | KIDA-146   | 8cmCD  |
| 5th  | THE END OF EVANGELION                       | LOREN & MASH/ARIANNE  | 1997年8月1日   | KIDA-155   | 8cmCD  |
| 6th  | 残酷な天使のテーゼ/FLY ME TO THE MOON       | 高橋洋子/CLAIRE       | 2003年3月26日  | KICM-3041  | 12cmCD |
| 7th  | 魂のルフラン/THANATOS -IF I CAN'T BE YOURS- | 高橋洋子/LOREN & MASH | 2006年5月24日  | KICM-3122  | 12cmCD |
| 8th  | Beautiful World                             | 宇多田ヒカル          | 2007年8月29日  | TOCT-40120 | 12cmCD |
| 9th  | 集結の園へ                                  | 林原めぐみ            | 2009年4月22日  | KICM-1271  | 12cmCD |
| 10th | 残酷な天使のテーゼ 2009VERSION              | 高橋洋子              | 2009年5月13日  | KICM-1272  | 12cmCD |
| 11th | 慟哭へのモノローグ                          | 高橋洋子              | 2010年4月28日  | KICM-1307  | 12cmCD |
| 12th | 集結の運命                                  | 林原めぐみ            | 2010年7月21日  | KICM-1310  | 12cmCD |
| 13th | 心よ原始に戻れ 〜2012Version〜              | 宮村優子              | 2012年1月11日  | KICM-1343  | 12cmCD |
| 14th | 暫し空に祈りて                              | 高橋洋子              | 2013年3月27日  | KICM-1440  | 12cmCD |
| 15th | Welcome to the stage!                       | 高橋洋子              | 2017年3月22日  | KICM-1747  | 12cmCD |
| 16th | 残酷な天使のテーゼ/魂のルフラン             | 高橋洋子              | 2018年6月20日  | KICM-3340  | 12cmCD |
| 17th | 残酷な天使のテーゼ MATSURI SPIRIT           | 高橋洋子              | 2019年7月24日  | KICM-3362  | 12cmCD |
| 18th | 集結の果てに                                | 林原めぐみ            | 2022年12月21日 | KICM-2121  | 12cmCD |
| 19th | EVANGELION ETERNALLY                        | 高橋洋子              | 2023年5月10日  | KICM-3378  | 12cmCD |
| 20th | 終結の槍/終結のはじまり                     | 林原めぐみ            | 2023年12月6日  | KICM-2147  | 12cmCD |
| 21st | Gathering                                   | 林原めぐみ            | 2024年12月18日 | KICM-2161  | 12cmCD |

### 配信限定シングル
| #   | タイトル                                     | アーティスト | 発売日         | 規格品番   |
| --- | -------------------------------------------- | ------------ | -------------- | ---------- |
| 1st | Beautiful World -PLANiTb Acoustica Mix-      | 宇多田ヒカル | 2009年6月27日  | -          |
| 2nd | Les Bêtes-Royal Mirrorball Remix             | 鷺巣詩郎     | 2009年6月27日  | KWAU-19950 |
| 3rd | 桜流し                                       | 宇多田ヒカル | 2012年11月17日 | -          |
| 4th | 0902 The Final Decision....alterna orchestra | 鷺巣詩郎     | 2019年4月24日  | NOPA-2105  |
| 5th | にゃん酷なにゃんこのテーゼ                   | 高橋洋子     | 2021年1月23日  | NOPA-2476  |
| 6th | One Last Kiss                                | 宇多田ヒカル | 2021年3月9日   | -          |
| 7th | what if? 高橋洋子ver. 通常版                 | 高橋洋子     | 2021年8月31日  | NOPA-2810  |
| 7th | what if? 高橋洋子ver. プレミア版             | 高橋洋子     | 未定           | -          |
| 8th | Final Call                                   | 高橋洋子     | 2021年12月20日 | NOPA-2435  |
| 9th | Teardrops of hope                            | 高橋洋子     | 2022年12月19日 | NOPA-3212  |

### CD（アルバム、サントラ）
| #    | タイトル                                                                | 発売日                 | 規格品番                        |
| ---- | ----------------------------------------------------------------------- | ---------------------- | ------------------------------- |
| 1st  | NEON GENESIS EVANGELION                                                 | 1995年12月16日         | KICA-286                        |
| 1st  | NEON GENESIS EVANGELION                                                 | 2004年12月22日         | KIAW-21                         |
| 1st  | NEON GENESIS EVANGELION                                                 | 2015年9月9日           | KIJA-6、7                       |
| 2nd  | NEON GENESIS EVANGELION II                                              | 1996年2月16日          | KICA-290                        |
| 2nd  | NEON GENESIS EVANGELION II                                              | 2004年12月22日         | KIAW-22                         |
| 3rd  | NEON GENESIS EVANGELION III                                             | 1996年5月22日          | KICA-300                        |
| 3rd  | NEON GENESIS EVANGELION III                                             | 2004年12月22日         | KIAW-23                         |
| 4th  | NEON GENESIS EVANGELION ADDITION                                        | 1996年12月21日         | KICA-333 (限定盤)               |
| 4th  | NEON GENESIS EVANGELION ADDITION                                        | 1996年12月21日         | KICA-334 (通常盤)               |
| 5th  | EVANGELION:DEATH                                                        | 1997年6月11日          | KICA-360                        |
| 5th  | EVANGELION:DEATH                                                        | 2004年12月22日         | KIAW-24                         |
| 6th  | THE END OF EVANGELION                                                   | 1997年9月26日          | KICA-370                        |
| 6th  | THE END OF EVANGELION                                                   | 2004年12月22日         | KIAW-25                         |
| 7th  | エヴァンゲリオン・クラシック1 ベートーヴェン:交響曲第9番「合唱つき」    | 1997年10月22日         | KICC-231                        |
| 7th  | エヴァンゲリオン・クラシック1 ベートーヴェン:交響曲第9番「合唱つき」    | 2003年11月6日          | KICC-231                        |
| 8th  | エヴァンゲリオン・クラシック2 ヴェルディ:レクイエム 全曲                | 1997年10月22日         | KICC-232、233                   |
| 8th  | エヴァンゲリオン・クラシック2 ヴェルディ:レクイエム 全曲                | 2003年11月6日          | KICC-232、233                   |
| 9th  | エヴァンゲリオン・クラシック3 ヘンデル:オラトリオ「メサイア」全曲       | 1997年10月22日         | KICC-234、235                   |
| 9th  | エヴァンゲリオン・クラシック3 ヘンデル:オラトリオ「メサイア」全曲       | 2003年11月6日          | KICC-234、235                   |
| 10th | エヴァンゲリオン・クラシック4 バッハ:管弦楽組曲第3番「アリア」、他      | 1997年10月22日         | KICC-236                        |
| 10th | エヴァンゲリオン・クラシック4 バッハ:管弦楽組曲第3番「アリア」、他      | 2003年11月6日          | KICC-236                        |
| 11th | 〜refrain〜 The songs were inspired by "EVANGELION"                     | 1997年11月6日          | KICA-378                        |
| 12th | EVANGELION-VOX                                                          | 1997年12月3日          | KICA-382                        |
| 13th | エヴァンゲリオン交響楽                                                  | 1997年12月22日         | KICA-390、391                   |
| 14th | NEON GENESIS EVANGELION: S2 WORKS                                       | 1998年12月4日          | KICA-421〜426 SSX-10025         |
| 15th | EVANGELION -THE DAY OF SECOND IMPACT-                                   | 2000年9月13日          | KICA-525                        |
| 16th | EVANGELION -THE BIRTHDAY OF Rei AYANAMI-                                | 2001年3月30日          | KICA-537                        |
| 17th | Refrain of Evangelion                                                   | 2003年7月24日          | KICA-608                        |
| 18th | NEON GENESIS EVANGELION DECADE                                          | 2005年10月26日         | KICA-718                        |
| 19th | Shiro SAGISU Music from "EVANGELION: 1.0 YOU ARE (NOT) ALONE"           | 2007年9月26日          | KICA-887                        |
| 20th | A.T. EVA01 Reference CD                                                 | 2007年12月21日         | SSX-10121                       |
| 21st | ヱヴァンゲリヲン新劇場版:序 オリジナルサウンドトラック                  | 2008年5月21日          | KICA-886                        |
| 22nd | ヱヴァンゲリヲン新劇場版:破 オリジナル サウンドトラック SPECIAL EDITION | 2009年7月8日           | KICA-983、984                   |
| 22nd | ヱヴァンゲリヲン新劇場版:破 オリジナル サウンドトラック                 | 2009年7月8日           | KICA-985                        |
| 23rd | ヱヴァンゲリヲン新吹奏楽版 其の1                                        | 2009年12月09日         | KIZC-41、42                     |
| 24th | ヱヴァンゲリヲン新吹奏楽版 其の2                                        | 2009年12月09日         | KIZC-43、44                     |
| 25th | ヱヴァンゲリヲン新劇場版 -サウンドインパクト- ORIGINAL SOUNDTRACK       | 2011年9月29日          | NKCD-6567                       |
| 26th | Shiro SAGISU Music from "EVANGELION:3.0" YOU CAN (NOT) REDO.            | 2012年11月28日         | KICA-3202                       |
| 27th | ヱヴァンゲリヲン新劇場版:Q オリジナル・サウンドトラック                 | 2013年4月24日          | SSX-10277                       |
| 28th | Evangelion PianoForte #1                                                | 2013年10月23日         | KICA-3216                       |
| 29th | THE WORLD! EVANGELION JAZZ NIGHT =THE TOKYO III JAZZ CLUB=              | 2014年12月24日         | KICA-3219                       |
| 30th | 新世紀エヴァンゲリオン 5.1chサラウンド版 オリジナル・サウンドトラック   | 2015年8月26日          | KIXA-90507                      |
| 30th | 新世紀エヴァンゲリオン 5.1chサラウンド版 オリジナル・サウンドトラック   | 2019年7月24日          | KIXA-876                        |
| 31st | ShiroSAGISU OUTTAKES FROM EVANGELION (VOL.1)                            | 2016年7月30日          | KICA-3262                       |
| 32nd | シン・ゴジラ対エヴァンゲリオン交響楽                                    | 2017年12月27日         | KICA-92522、92523 (初回限定盤)  |
| 32nd | シン・ゴジラ対エヴァンゲリオン交響楽                                    | 2017年12月27日         | KICA-2522、2523 (通常盤)        |
| 33rd | EVANGELION EXTREME                                                      | 2019年5月22日          | KICA-2561                       |
| 34th | EVANGELION MUSIC SELECTION Type日テレ                                   | 2020年6月              | NKCD-6903、6904                 |
| 35th | NEON GENESIS EVANGELION SOUNDTRACK 25th ANNIVERSARY BOX                 | 2020年10月7日          | KICA-2576〜2580                 |
| 36th | EVANGELION FINALLY                                                      | 2020年10月7日          | KICA-92583 (ムビチケカード付き) |
| 36th | EVANGELION FINALLY                                                      | 2020年10月7日          | KICA-2583 (通常盤)              |
| 37th | One Last Kiss                                                           | 2021年3月10日          | ESCL-5488 (CD)                  |
| 37th | One Last Kiss                                                           | 2021年3月10日          | ESJL-3119 (LP)                  |
| 38th | Shiro SAGISU Music from "SHIN EVANGELION"                               | 2021年3月17日          | KICA-2586〜2588                 |
| 39th | EVANGELION INFINITY                                                     | 2021年7月21日          | KICA-2589〜2591                 |
| 40th | EVANGELION:3.0+1.0 THRICE UPON A TIME original sound track              | 2023年3月8日           | NKCD-10501、10502               |
| 41st | EVANGELION FLASHBACK                                                    | 2025年10月29日（予定） | KICA-2641                       |
| 42nd | 「残酷な天使のテーゼ」EVANGELION 30th Anniversary Edition LP            | 2026年2月21日（予定）  | NAS-2164（初回限定盤）          |
| 42nd | 「残酷な天使のテーゼ」EVANGELION 30th Anniversary Edition LP            | 2026年2月21日（予定）  | NAS-2165（通常盤）              |
| 43rd | 「魂のルフラン」EVANGELION 30th Anniversary Edition LP                  | 2026年2月21日（予定）  | NAS-2166（初回限定盤）          |
| 43rd | 「魂のルフラン」EVANGELION 30th Anniversary Edition LP                  | 2026年2月21日（予定）  | NAS-2167（通常盤）              |

### 配信限定アルバム
| #   | タイトル                                                                               | 発売日        | 規格品番 |
| --- | -------------------------------------------------------------------------------------- | ------------- | -------- |
| 1st | 『シン・エヴァンゲリオン劇場版 AVANT1（冒頭10分40秒00コマ）0706版』使用劇伴音楽(BGM)集 | 2019年8月28日 | NOHR-62  |

## 書籍
アニメ作品に直接関係する公式書籍のみを記載する。このほかに分冊百科『EVANGELION CHRONICLE』も刊行された。

### シナリオ集
| タイトル                | 発売日         | 出版社     | ISBN          |
| ----------------------- | -------------- | ---------- | ------------- |
| EVANGELION ORIGINAL I   | 1996年7月25日  | 富士見書房 | 4-8291-7321-1 |
| EVANGELION ORIGINAL II  | 1996年10月10日 | 富士見書房 | 4-8291-7322-X |
| EVANGELION ORIGINAL III | 1996年11月10日 | 富士見書房 | 4-8291-7323-8 |

### 絵コンテ集
| タイトル                                | 発売日         | 出版社                   | ISBN              |
| --------------------------------------- | -------------- | ------------------------ | ----------------- |
| 新世紀エヴァンゲリオン 絵コンテ集 1     | 1997年7月25日  | 富士見書房               | 4-8291-7347-5     |
| 新世紀エヴァンゲリオン 絵コンテ集 2     | 1997年7月25日  | 富士見書房               | 4-8291-7348-3     |
| 新世紀エヴァンゲリオン 絵コンテ集 3     | 1997年9月10日  | 富士見書房               | 4-8291-7349-1     |
| 新世紀エヴァンゲリオン 絵コンテ集 4     | 1997年9月10日  | 富士見書房               | 4-8291-7350-5     |
| 新世紀エヴァンゲリオン 絵コンテ集 5     | 1997年10月10日 | 富士見書房               | 4-8291-7351-3     |
| 新世紀エヴァンゲリオン劇場版 絵コンテ集 | 1998年12月23日 | スターチャイルドレコード | -                 |
| ヱヴァンゲリヲン新劇場版:序 画コンテ集  | 2017年2月24日  | グラウンドワークス       | 978-4-905033-12-7 |
| ヱヴァンゲリヲン新劇場版:破 画コンテ集  | 2017年2月24日  | グラウンドワークス       | 978-4-905033-13-4 |
| ヱヴァンゲリヲン新劇場版:Q 画コンテ集   | 2017年2月24日  | グラウンドワークス       | 978-4-905033-14-1 |

### 原画集
| タイトル                                               | 発売日         | 出版社             | ISBN              |
| ------------------------------------------------------ | -------------- | ------------------ | ----------------- |
| 新世紀エヴァンゲリオン 原画集 1                        | 2000年10月14日 | GAINAX             | 4-903713-00-8     |
| 新世紀エヴァンゲリオン 原画集 2                        | 2000年12月22日 | GAINAX             | 4-903713-01-6     |
| 新世紀エヴァンゲリオン 原画集 3                        | 2001年3月30日  | GAINAX             | 4-903713-02-4     |
| 新世紀エヴァンゲリオン劇場版 原画集 上                 | 2001年10月26日 | GAINAX             | 4-903713-04-0     |
| 新世紀エヴァンゲリオン劇場版 原画集 下                 | 2002年1月18日  | GAINAX             | 4-903713-05-9     |
| ヱヴァンゲリヲン新劇場版:序 アニメーション原画集       | 2008年4月25日  | GAINAX             | 978-4-903713-18-2 |
| ヱヴァンゲリヲン新劇場版:序 アニメーション原画集       | 2011年5月31日  | グラウンドワークス | 978-4-905033-02-8 |
| ヱヴァンゲリヲン新劇場版:破 アニメーション原画集 上巻  | 2011年5月31日  | グラウンドワークス | 978-4-905033-03-5 |
| ヱヴァンゲリヲン新劇場版:破 アニメーション原画集 下巻  | 2011年10月31日 | グラウンドワークス | 978-4-905033-04-2 |
| ヱヴァンゲリヲン新劇場版:Q アニメーション原画集 上巻   | 2014年3月14日  | グラウンドワークス | 978-4-905033-05-9 |
| ヱヴァンゲリヲン新劇場版:Q アニメーション原画集 下巻   | 2014年8月22日  | グラウンドワークス | 978-4-905033-06-6 |
| シン・エヴァンゲリオン劇場版 アニメーション原画集 上巻 | 2022年7月8日   | グラウンドワークス | 978-4-905033-26-4 |
| シン・エヴァンゲリオン劇場版 アニメーション原画集 下巻 | 2022年11月11日 | グラウンドワークス | 978-4-905033-27-1 |

### フィルムブック
| タイトル                                                     | 発売日         | 出版社   | ISBN          |
| ------------------------------------------------------------ | -------------- | -------- | ------------- |
| 新世紀エヴァンゲリオン フィルムブック 1                      | 1995年12月1日  | 角川書店 | 4-04-852608-1 |
| 新世紀エヴァンゲリオン フィルムブック 2                      | 1996年1月1日   | 角川書店 | 4-04-852609-X |
| 新世紀エヴァンゲリオン フィルムブック 3                      | 1996年2月1日   | 角川書店 | 4-04-852610-3 |
| 新世紀エヴァンゲリオン フィルムブック 4                      | 1996年3月1日   | 角川書店 | 4-04-852611-1 |
| 新世紀エヴァンゲリオン フィルムブック 5                      | 1996年4月1日   | 角川書店 | 4-04-852612-X |
| 新世紀エヴァンゲリオン フィルムブック 6                      | 1996年5月1日   | 角川書店 | 4-04-852613-8 |
| 新世紀エヴァンゲリオン フィルムブック 7                      | 1996年6月1日   | 角川書店 | 4-04-852614-6 |
| 新世紀エヴァンゲリオン フィルムブック 8                      | 1996年7月1日   | 角川書店 | 4-04-852615-4 |
| 新世紀エヴァンゲリオン フィルムブック 9                      | 1996年8月20日  | 角川書店 | 4-04-852722-3 |
| 新世紀エヴァンゲリオン劇場版 フィルムブック DEATH編          | 1997年7月1日   | 角川書店 | 4-04-852835-1 |
| 新世紀エヴァンゲリオン劇場版 フィルムブック Air              | 1997年10月1日  | 角川書店 | 4-04-852881-5 |
| 新世紀エヴァンゲリオン劇場版 フィルムブック まごころを、君に | 1997年11月1日  | 角川書店 | 4-04-852882-3 |
| 新世紀エヴァンゲリオン リミックス I                          | 1999年11月30日 | 角川書店 | 4-04-853128-X |
| 新世紀エヴァンゲリオン リミックス II                         | 2000年3月30日  | 角川書店 | 4-04-853141-7 |
| 新世紀エヴァンゲリオン リミックス III                        | 2000年11月30日 | 角川書店 | 4-04-853142-5 |

### 全記録全集
| タイトル                                                                   | 発売日             | 出版社             | ISBN              |
| -------------------------------------------------------------------------- | ------------------ | ------------------ | ----------------- |
| ヱヴァンゲリヲン新劇場版:序 全記録全集                                     | 2008年5月15日      | GAINAX             | 978-4-903713-17-5 |
| ヱヴァンゲリヲン新劇場版:序 全記録全集                                     | 2012年10月31日     | グラウンドワークス | 978-4-905033-01-1 |
| ヱヴァンゲリヲン新劇場版:破 全記録全集                                     | 2012年10月31日     | グラウンドワークス | 978-4-905033-00-4 |
| ヱヴァンゲリヲン新劇場版:序 全記録全集 ビジュアルストーリー版・設定 資料版 | 2019年6月7日       | グラウンドワークス | 978-4-905033-18-9 |
| ヱヴァンゲリヲン新劇場版:破 全記録全集 ビジュアルストーリー版              | 2019年7月26日      | グラウンドワークス | 978-4-905033-19-6 |
| ヱヴァンゲリヲン新劇場版:破 全記録全集 設定 資料版                         | 2019年7月26日      | グラウンドワークス | 978-4-905033-20-2 |
| ヱヴァンゲリヲン新劇場版:Q 全記録全集 ビジュアルストーリー版               | 2021年6月30日      | グラウンドワークス | 978-4-905033-22-6 |
| シン・エヴァンゲリオン劇場版 全記録全集 ビジュアルストーリー版             | 2025年3月8日       | グラウンドワークス |                   |
| ヱヴァンゲリヲン新劇場版:Q 全記録全集 設定 資料版 上巻                     | 2025年6月発売予定  | グラウンドワークス |                   |
| ヱヴァンゲリヲン新劇場版:Q 全記録全集 設定 資料版 下巻                     | 2025年6月発売予定  | グラウンドワークス |                   |
| シン・エヴァンゲリオン劇場版 全記録全集 設定 資料版 上巻                   | 2025年度内発売予定 | グラウンドワークス |                   |
| シン・エヴァンゲリオン劇場版 全記録全集 設定 資料版 下巻                   | 2025年度内発売予定 | グラウンドワークス |                   |

### その他の書籍
- ALL ABOUT 渚カヲル A CHILD OF THE EVANGELION（2008年10月24日、KADOKAWA）ISBN 978-4-04-854248-7
- RADIO EVA・編『EVANGELION 100.0』（2013年、PARCO出版）ISBN 978-4-86506-011-9
- KAWORU 2015 -渚カヲル写真集-（2015年4月10日、KADOKAWA）ISBN 978-4-04-102854-4

## 漫画
いずれの作品も、原作は「カラー」（当初は「GAINAX」であったが、2006年より「GAINAX・カラー」、2014年11月から「カラー」となった）。

### 新世紀エヴァンゲリオン（漫画版）
キャラクターデザインの貞本義行によるコミカライズ作品。『月刊少年エース』のち『ヤングエース』において、1995年から2013年までの19年にわたって連載された。漫画独自のキャラクター解釈と結末が展開された。

### その他の漫画作品
新世紀エヴァンゲリオン 鋼鉄のガールフレンド2nd

画：林ふみの
『月刊Asuka』（角川書店）で連載された（連載期間：2003年10月号 - 2005年11月号）。単行本全6巻。
アメリカでは『ANGELIC DAYS』の題名でADV Mangaより刊行された（2006年4月30日 - 2007年8月31日、全6巻）。その他、タイ、フランス、ドイツ、イタリア、スペイン、メキシコ、アルゼンチン、ブラジルで出版されている。
「学園エヴァ」を舞台にした同名ゲームを大幅に再構成して少女漫画化した作品。レイのキャラクターはテレビシリーズ版最終話に登場したレイとも異なる独自のもの。
ゲームから離れた完全オリジナルの第二部ではゲンドウとユイの中学生時代（本作品では両人は同い年の設定）が描かれた。
第三部は2名のキャラクター毎に焦点を当てたオムニバス方式による第一部の後日談。第一部では描ききれなかったミサト・加持、リツコにスポットを当て、また、子どもから大人に変わりゆく「チルドレン」の姿を描く。
『月刊少年エース』に2回外伝（2005年6月号、9月号）が掲載された。
新世紀エヴァンゲリオン 碇シンジ育成計画

画：高橋脩
『月刊少年エース』で連載された（連載期間：2005年6月号- 2016年4月号）。単行本全18巻。
アメリカではダークホースコミックスより2009年夏から順次刊行されている。
同名ゲーム内のストーリーラインの1つである「キャンパス編」の漫画化。こちらも舞台は「学園エヴァ」であるがコメディ色が濃く、恐妻家で親馬鹿なゲンドウなどが登場する。
本作品の連載前の『月刊少年エース』2004年12月号に、高橋による「碇シンジ育成計画」のレビューコミック『シンジくんのチョコ補完計画』が掲載されていた。
単行本は第10巻までで累計300万部。
名探偵エヴァンゲリオン

画：水清十朗、ストーリー原案：ブロッコリー/平松正樹
『月刊少年エース』に前後編の読み切りとして掲載された（掲載号：2006年12月号・2007年1月号）。
同名ゲームが原作。
ぷちえう゛ぁ

画：濱元隆輔
『月刊少年エース』で連載された（連載期間：2007年7月号 - 2009年11月号）。単行本全2巻。
ガイナックス、角川書店の公認パロディ作品となる4コマ漫画。初号機を含むデフォルメ化されたキャラクターによる学園コメディ漫画。
また、『ケロケロエース』（角川書店）で、『ぷちえう゛ぁ ぼくら探検同好会』とのタイトルで連載がされていた（連載期間：創刊号 - 2009年7月号）。画：おおぞらまき。単行本全1巻。
新世紀エヴァンゲリオン 学園堕天録

画：眠民
『月刊Asuka』で連載された（連載期間：2007年10月号 - 2009年10月号）。単行本全4巻。
これまでのスピンオフ漫画と同様に舞台は学園であるが、内容はこれまでのラブコメ漫画とは一線を画したファンタジー漫画である。「学園エヴァ」の設定はほとんど用いられず、エヴァ本編の設定とも大きく異なる漫画となっている。
エヴァX-学園不可思議伝-
画：山下てつお と GB・プランニング
『ケロケロエース』で連載された（連載期間：2010年3月号 - 2013年1月号）。
「エヴァX」は「エヴァックス」と読む。
「エヴァンゲリオン」シリーズではあるものの、世界観、キャラがまったく異なる。
子供向け雑誌ではあるがお色気の描写もまれに見られる。
新世紀エヴァンゲリオン 碇シンジ探偵日記
画：吉村工
『月刊Asuka』で連載された（連載期間：2010年4月号 - 2011年1月号）。単行本全2巻。
同作のキャラクターを使用しながら原作の世界観とは異なる斬新な設定である。加持の探偵事務所の助手として働きながら依頼解決にいそしむコメディ漫画。
本作品での「エヴァ」とは、人型兵器ではなく、特殊な宝石の力によって生まれたスタンドのような存在である。
トニーたけざきのエヴァンゲリオン
画：トニーたけざき
出版：KADOKAWA
トニーたけざきによるパロディ漫画。2011年9月30日発売。ISBN 978-4-04-715789-7。
新世紀エヴァンゲリオン ピコピコ中学生伝説
画：河田雄志×行徒
『ヤングエース』で連載された（連載期間：2014年5月号 - 2018年9月号）。単行本全5巻。
新世紀エヴァンゲリオン コミックトリビュート
貞本エヴァの総集編や『ヤングエース』で掲載された漫画をまとめたもの。2010年4月3日発売、ISBN 978-4-04-715419-3。
編集：ヤングエース編集部
画：吉崎観音（表紙）、美樹本晴彦（カラーイラスト）、六道神士（カラーイラスト）、河田雄志×行徒、竹村雪秀、てりてりお、田中圭一、ASTROGUYII、唐沢なをき、大和田秀樹、五十嵐藍、青木ハヤト、ゴツボ☆マサル、さんりようこ、山田孝太郎、高遠るい、阿部潤、高河ゆん、トニーたけざき
エヴァンゲリオン四コマ全集
『アニメージュ』などに掲載されたものをあさりよしとおが中心となってまとめたもの。1996年11月発売、ISBN 4-04-852707-X。
編集:EVANGELION補完委員会
出版:角川書店
画:あさりよしとお、鈴木雅久、ふくやまけいこ、安永航一郎、水玉螢之丞、あびゅうきょ、小野敏洋、有馬啓太郎、上田信舟、上田大王、岡昌平、キテ鋭一、くら☆りっさ、こいでたく、このみちあゆみ、たかおひろこ、豊島ゆーさく、百やしきれい、ふうま漣、山口順
単行本帯に大槻ケンヂが一文寄稿している。
新世紀エヴァンゲリオン エヴァ&エヴァ2アンソロジー
『月刊少年エース』（2003年11月号 - 2004年3月号、5月号、6月号）、『月刊少年エース増刊 エヴァ・エース』で掲載された漫画をまとめたもの。2004年4月発売、ISBN 4-04-713623-9。
編集：少年エース編集部
画：吉崎観音、小畑健、たくま朋正、別天荒人、広瀬けいた、ゴツボ×リュウジ、玉置勉強、沙村広明、鈴木雅久、伯林、竹内元紀、トニーたけざき、いわさきまさかず、林ふみの、吉川かば夫、SAA、伊藤砕虎、桂明日香、児玉樹、矢吹豪、RYU-TMR、今ノ夜きよし、高橋脩
エッセイ：滝本竜彦、乙一
テレビアニメ『新世紀エヴァンゲリオン』とゲーム『新世紀エヴァンゲリオン2』を題材にした漫画他からなる。
単行本帯に貞本が一文寄稿している。
4コママンガ劇場
出版：スクウェア・エニックス
- 新世紀エヴァンゲリオン 鋼鉄のガールフレンド 2nd 4コマ漫画劇場 全3巻
- 新世紀エヴァンゲリオン 綾波育成計画Withアスカ補完計画 4コマ漫画劇場 全2巻

奇跡の勝ちは
画：吉田小梅
監修：カラー
出版：綜合図書
月刊誌『パチプロ7』（綜合図書）にて現在連載中。単行本既刊14巻。
パチンコCR新世紀エヴァンゲリオンシリーズを題材にした漫画。
しばしば他のパチンコ雑誌にも出張掲載される（月刊エヴァ5thなど）。
8巻以降はタイトルから「最上さくらの出玉補完計画」が外されている。
単行本の表紙には「GAINAX公認」の一文がある（14巻以降グラウンドワークス公認）。
- 最上さくらの出玉補完計画 奇跡の勝ちは（2006年10月20日、ISBN 4-915450-88-0）
- 最上さくらの出玉補完計画 奇跡の勝ちは 〜出玉暴走編〜（2007年10月5日、ISBN 978-4-86298-011-3）
- 最上さくらの出玉補完計画 奇跡の勝ちは 〜さくら覚醒編〜（2008年7月17日、ISBN 978-4-86298-023-6）
- 最上さくらの出玉補完計画 奇跡の勝ちは 〜新生編〜（2009年1月30日、ISBN 978-4-86298-039-7）
- 最上さくらの出玉補完計画 奇跡の勝ちは 〜ユニゾン編〜（2009年10月16日、ISBN 978-4-86298-044-1）
- 最上さくらの出玉補完計画 奇跡の勝ちは 〜最後のシ者編〜（2009年12月18日、ISBN 978-4-86298-048-9）
- 最上さくらの出玉補完計画 奇跡の勝ちは 〜終結の園編〜（2010年5月21日、ISBN 978-4-86298-050-2）
- 奇跡の勝ちは 〜福音編〜（2010年11月19日、ISBN 978-4-86298-053-3）
- 奇跡の勝ちは 〜殲滅編〜（2011年7月22日、ISBN 978-4-86298-065-6）
- 奇跡の勝ちは 〜シンクロ編〜（2012年1月27日、ISBN 978-4-86298-072-4）
- 奇跡の勝ちは 〜ビースト編〜（2012年12月14日、ISBN 978-4-86298-088-5）
- 奇跡の勝ちは 〜迎撃編〜（2013年9月、ISBN 978-4-86298-104-2）
- 奇跡の勝ちは 〜斬撃編〜（2014年12月19日、ISBN 978-4-86298-151-6）
- 奇跡の勝ちは 〜希望編〜（2015年9月18日、ISBN 978-4-86298-165-3）

## 小説

### 彼方の待ち人
- 作・山下いくと
- 『それをなすもの 「新世紀エヴァンゲリオン」コンセプトデザインワークス』（角川書店）に収録。
- テレビシリーズ終了後、劇場版の制作にあたって山下が庵野に提出した劇場版オリジナル小説。
- 最後の使徒殲滅後に造られた「フォウチュン」と呼ばれるEVAにより、世界規模の精神汚染が引き起こされた世界を舞台とする。

### エヴァンゲリオン ANIMA
- 製作総指揮：山下いくと
- キャラクターデザイン：うたたねひろゆき
- ノベライズ：陰山琢磨
- 『電撃ホビーマガジン』で連載（2008年1月号-2013年4月号）。
- テレビシリーズ第弐拾四話終了時からの分岐ストーリーであり、人類補完計画が発動しなかった世界の3年後を描く。バンダイとの協力で新型EVA初号機などのフィギュアを中心に展開にされる。エヴァンゲリオン唯一の公認小説でもある。バンダイより主役メカのスーパーエヴァンゲリオンが発売された。

## ゲーム
- 新世紀エヴァンゲリオン (セガサターン)（1996年3月1日）
- 新世紀エヴァンゲリオン 2nd Impression（1997年3月7日）
- 新世紀エヴァンゲリオン 鋼鉄のガールフレンド（1997年7月11日）
- 新世紀エヴァンゲリオン デジタル・カード・ライブラリ（1997年9月25日）
- 新世紀エヴァンゲリオン エヴァと愉快な仲間たち（1998年7月23日）
- シンジと愉快な仲間たちシリーズ（1999年2月26日-9月24日）
- 新世紀エヴァンゲリオン (NINTENDO64)（1999年6月25日）
- 新世紀エヴァンゲリオン シト育成（1999年7月22日）
- 新世紀エヴァンゲリオン タイピング-E計画（1999年12月24日）
- 新世紀エヴァンゲリオン タイピング補完計画（2000年7月20日）
- 新世紀エヴァンゲリオン 綾波育成計画（2001年5月18日）
- 新世紀エヴァンゲリオン 鋼鉄のガールフレンド2nd（2003年5月16日）
- 新世紀エヴァンゲリオン2 （2003年11月20日）
- 新世紀エヴァンゲリオン 碇シンジ育成計画（2004年9月24日）
- シークレット オブ エヴァンゲリオン（2006年12月21日）
- 名探偵エヴァンゲリオン（2007年1月18日）
- 新世紀エヴァンゲリオン バトルオーケストラ（2007年6月28日）
- ぷちえう゛ぁ〜EVANGELION@GAME〜（2008年3月20日）
- ヱヴァンゲリヲン:序（2009年6月4日）
- エヴァンゲリオン×リアル脱出ゲーム〜ある使徒からの脱出〜（2011年11月2日 - 12月1日）
- ヱヴァンゲリヲン新劇場版 -サウンドインパクト-（2011年9月29日）
- エヴァンゲリオン×リアル脱出ゲーム〜第3新東京市からの脱出〜（2015年7月24日 - 8月30日）
- エヴァンゲリオン バトルフィールズ（2020年4月2日）

複数のプラットフォームから発売されている作品は、その最初のプラットフォームの発売日、体感型は初回開催期間のみ記載記。

## 実写映画
2003年5月20日、カンヌ国際映画祭にて本作品の実写映画の製作が発表された。製作は本作品の米国での配給を行ったADVフィルム、VFX制作は『ロード・オブ・ザ・リング』『キング・コング』などを手がけたWETAデジタルが担当する。企画発表と同時にWETAの手によるイメージイラストが公表された。2005年12月のフォーチュン誌によれば、ADVは映画製作のために1億ドルから1億2千万ドルの予算が必要だとしている。なお、ガイナックスの発表ではハリウッドで映画化となっているが、インディペンデント系に分類されるADVフィルムによる製作なので（通常ハリウッド映画とはメジャーと呼ばれるアメリカの大手映画製作会社が手がけた作品のことを指す）、正確にはハリウッド映画とはならない（ただし最近ではインディペンデント系のアメリカ製作の映画のこともハリウッド映画と呼ぶことがある）。
2009年9月1日にADVが日本アニメの権利を含む保有資産の大半を売却することを発表、事実上の解体となった。実写化権の行方は言及されず同社による実写化はさらに困難になったとみられていたが、プロジェクトのプロデューサーの一人で、映画『EX MACHINA』を手がけたジョセフ・チョウは、2010年2月に「このプロジェクトは現在も進行中であり、書類事務さえクリアされれば2011年にも封切れるものと信じている」と述べている。
2015年、ジョセフ・チョウが設立したSOLA_DIGITAL_ARTS制作の「evangelion:Another Impact(confidental)」（日本アニメ（ーター）見本市配信）で、フォトリアルな3DCGによるエヴァが描かれている。

## パチンコ・パチスロ
メーカーは全てフィールズとビスティ。

### パチンコ
- CR新世紀エヴァンゲリオン（2004年12月稼働開始）
- CR新世紀エヴァンゲリオン・セカンドインパクト（2006年2月稼働開始）
  - CRA新世紀エヴァンゲリオン 〜プレミアムモデル〜（2008年5月稼働開始）
- CR新世紀エヴァンゲリオン 〜奇跡の価値は〜（2007年2月稼働開始）
- CR新世紀エヴァンゲリオン 〜使徒、再び〜（2008年1月稼働開始）
  - CR新世紀エヴァンゲリオン 〜使徒、再び〜Light（2010年1月稼働開始）
- CR新世紀エヴァンゲリオン 〜最後のシ者〜（2009年4月稼働開始）
- CRヱヴァンゲリヲン 〜始まりの福音〜（2010年6月稼働開始）
  - CRヱヴァンゲリヲン 〜始まりの福音〜 Light Ver.II（2010年11月稼動開始）
- CRヱヴァンゲリヲン7（2012年1月稼働開始）
  - CRヱヴァンゲリヲン7 Light Ver.III（2012年4月稼働開始）
  - CRヱヴァンゲリヲン7 Smile Model（2012年12月稼働開始）
- CRヱヴァンゲリヲン8 〜BATTLE OF EHRE〜（2013年7月稼働開始）
  - CRヱヴァンゲリヲン8 Extreme Battle（2014年稼働開始）※「CRヱヴァンゲリヲン8」の新バージョン [18]
  - CRヱヴァンゲリヲン8 Premium Battle（2014年稼働開始）※「CRヱヴァンゲリヲン8」のライトバージョン
- CRヱヴァンゲリヲン9（2014年10月稼働開始）[19]※シリーズ初のマックスSTタイプ。
  - CRヱヴァンゲリヲン9 零号機暴走ループVer.（2015年稼働開始）※「CRヱヴァンゲリヲン9」の確率変動タイプ。各演出の信頼度が調整された。
  - CRヱヴァンゲリヲン9 改2号機ミドルVer.（2015年稼働開始）※「CRヱヴァンゲリヲン9」のミドルSTバージョンとして登場。演出では「バトルST」を搭載。
  - CRヱヴァンゲリヲン9 8号機プレミアム甘Ver.（2015年稼働開始）※「CRヱヴァンゲリヲン9」のライトSTバージョン。
- CRヱヴァンゲリヲン10（2015年8月稼働開始）※「CRヱヴァンゲリヲン X」
  - CRヱヴァンゲリヲンX PREMIUM MODEL（2016年2月稼動開始）
  - ちょいパチ ヱヴァンゲリヲン10Z39（2016年11月稼動開始）
- CRヱヴァンゲリヲン 〜いま、目覚めの時〜（2016年12月稼動開始）※シリーズ11作目。
  - CRヱヴァンゲリヲン 〜いま、目覚めの時〜 Premium Model（2017年6月稼動開始）
  - CRヱヴァンゲリヲン 〜いま、目覚めの時〜 Start Impact（2017年12月稼動開始）
- CRヱヴァンゲリヲン 〜響き合う心〜（2017年10月稼動開始）※シリーズ12作目。
  - CRヱヴァンゲリヲン 〜響き合う心〜 Gold Impact（2018年3月稼動開始）※ゴールド筐体で、「響き合う心」のライトミドルバージョン
- CRどらむ☆ヱヴァンゲリヲンPINK（2018年8月稼動開始）※シリーズ初のドラム機（非ナンバリングタイトル）。
  - モードぱちんこ どらむ☆ヱヴァンゲリヲンGOLD（2019年1月稼動開始）※シリーズ初の6段階設定付き。「PINK」のライトバージョン。
- Pヱヴァンゲリヲン 〜超暴走〜（2019年3月稼動開始）※シリーズ13作目。
  - Pヱヴァンゲリヲン13 プレミアムモデル（2019年9月稼動開始）※STタイプのライトバージョン（6段階設定付き）。
  - Pヱヴァンゲリヲン13 ごらくモデル（2019年9月稼動開始）※STタイプのライトバージョン（6段階設定付き）。電チュー当選時の10R比率が高め。
  - Pヱヴァンゲリヲン13 エクストラモデル（2020年2月稼動開始）※STタイプのライトバージョン。「プレミアム」「ごらく」より出玉は若干多め。
- モードぱちんこ ヱヴァンゲリヲン〜超覚醒〜（2019年3月稼動開始）※6段階設定付き。ゴールド筐体。
  - モードぱちんこ ヱヴァンゲリヲン〜超暴走G〜（2019年3月稼動開始）※6段階設定付き。「超覚醒」より確変継続率が高め。
- P新世紀エヴァンゲリオン 〜シト、新生〜（2019年12月稼働開始）※シリーズ14作目。
  - P新世紀エヴァンゲリオン 〜シト、新生〜PREMIUM MODEL（2020年3月稼働開始）※「シト、新生」のライトバージョン。
  - P新世紀エヴァンゲリオン 決戦〜真紅〜（2020年10月稼働開始）※「シト、新生」のミドルSTタイプ。シリーズ初の遊タイム（通常959回転後に時短1200回）付き。
- 新世紀エヴァンゲリオン 〜 未来への咆哮 〜（2021年12月稼働開始）※シリーズ15作目。

### パチスロ
- 新世紀エヴァンゲリオン（2005年10月稼働開始）
- 新世紀エヴァンゲリオン 〜まごころを、君に〜（2007年7月稼働開始）
- 新世紀エヴァンゲリオン 〜約束の時〜（2008年9月稼働開始）
- 新世紀エヴァンゲリオン 〜魂の軌跡〜（2010年2月稼働開始）
- ヱヴァンゲリヲン 〜真実の翼〜（2011年3月稼働開始）
- ヱヴァンゲリヲン 〜生命の鼓動〜（2012年2月稼働開始）
- EVANGELION（2013年稼働開始）※パチスロ「ヱヴァンゲリヲン」シリーズ、初のボーナス+ARTタイプ
- ヱヴァンゲリヲン 〜決意の刻〜（2014年稼働開始）※『ヱヴァンゲリヲン新劇場版:Q』の斬新で先進的な映像を迫力あるスクリーンで表現[20]
- ヱヴァンゲリヲン・希望の槍（2015年稼働開始）
- ヱヴァンゲリヲン 〜魂を繋ぐもの〜（2015年稼働開始）
- ヱヴァンゲリヲン 〜勝利への願い〜（2017年稼働開始）
- エヴァンゲリオン ドキドキ400ver.（⌀30）（2018年稼働開始）
- 新世紀エヴァンゲリオン 〜まごころを、君に〜 2（2018年稼働開始）
- PACHISLOT EVANGELION AT777（2019年稼働開始）
- 新世紀エヴァンゲリオン 魂の共鳴（2022年稼働開始）

## 舞台
『舞台・エヴァンゲリオン ビヨンド』というタイトルで、2023年5月6日から5月28日にTHEATER MILANO-Zaにて、6月3日・4日にまつもと市民芸術館にて、6月10日から6月19日に森ノ宮ピロティホールにて上演予定。登場人物、内容ともにオリジナル作品である。
2022年11月2日に開催された東急歌舞伎町タワー開業半年前記者発表会にて、2023年5月に上演されることが発表された。また、2023年2月2日に公演の詳細が発表された。本公演は2023年4月14日に開業予定の東急歌舞伎町タワーに新設されるTHEATER MILANO-Zaのこけら落とし公演である。
2023年3月15日、蓮見タン役で出演を予定していた村上虹郎が心身の不調を理由に降板することが発表された。村上に代わり、板垣瑞生が蓮見役を演じる（役名はのちにナヲに変更された）。

### キャスト（舞台）
いくつかの役名は、2023年3月時点の報道で発表されたものから変更されている。
- 渡守ソウシ - 窪田正孝
- 霧生イオリ - 石橋静河
- ナヲ - 板垣瑞生
- 叶トウマ - 永田崇人
- ヒナタ - 坂ノ上茜
- エリ - 村田寛奈
- 桜井エツコ - 宮下今日子
- 叶サネユキ - 田中哲司
- 大植真太郎、大宮大奨、渋谷亘宏、AYUMI、森井淳、笹本龍史、渡邉尚、高澤礁太、権田菜々子
- 歌唱 - 山脇千栄（東京・長野公演）、阿部好江（大阪公演）
- 太鼓芸能集団 鼓童
- スウィング - 伊藤わこ、大知

### スタッフ（舞台）
- 原案・構成・演出・振付 - シディ・ラルビ・シェルカウイ
- 舞台版構成台本 - ノゾエ征爾
- 上演脚本 - 渡部亮平
- 主催 - Bunkamura、TSTエンタテイメント
- 企画・製作 - Bunkamura